# Nosz Gyula (gyorsíró)
Nosz Gyula, születési nevén Nosz Gyula János Bernát (Igló, 1897. szeptember 30. – Budapest, 1967. január 3.) gyorsíró, újságíró.

## Életútja
Nosz Gyula (1865–1918) ügyvéd, országgyűlési képviselő és Jantner Margit Etelka (1875–1927) fia. A Budapesti Tudományegyetem Jog- és államtudományi karán tanult, ahol 1920-ban szerzett oklevelet. A parlamenti gyorsiroda alkalmazta, itt később főnökké lépett elő. 1921 és 1932 között Az Írás című folyóirat szerkesztője volt. 1928-tól az Egységes Magyar Gyorsírás Könyvtárának több kötetét is szerkesztette. A Magyar Távirati Iroda, majd 1934-től az Új Magyarország belső munkatársa volt. A gyorsírásról számos szakcikket publikált magyar és külföldi folyóiratokban, részt vett a magyar gyorsírási és gépírási versenyügy fejlesztésében. Elnöke, alelnöke és tiszteletbeli tagja volt több gyorsíró-egyesületnek.
A Farkasréti temetőben nyugszik.

## Családja
1927. november 24-én Budapesten házasságot kötött a nála 12 évvel fiatalabb Ujtelky Anna Mária Emíliával.
Gyermekei
- Nosz Mára, férjezett Bak Jánosné
- Nosz Katalin, férjezett Somodai Gyuláné
- Nosz Judit
- Nosz János